# Sunrise/Sunset (Love Is All)
Sunrise/Sunset (Love Is All) è il quarantaseiesimo singolo della cantante giapponese Ayumi Hamasaki, pubblicato il 12 agosto 2009. Il brano Sunrise: Love is All è stato utilizzato come tema musicale del dorama televisivo del 2009 Dandy Daddy? Inoltre, il brano Sunset: Love is All è stato utilizzato come accompagnamento musicale per la campagna pubblicitaria televisiva della fotocamera Panasonic Lumix FX-60. Il singolo ha debuttato alla prima posizione della classifica Oricon, portando la Hamasaki ad essere la prima artista della storia giapponese ad avere 44 singoli in top ten. Inoltre il singolo è la ventunesima prima posizione consecutiva per la cantante, a partire dal 2002, oltre che la trentatreesima complessivamente.

## Tracce
Tutti i brani sono stati scritti da Ayumi Hamasaki.
CD
1. Sunrise (Love Is All) (Original Mix) - 4:48
2. Sunset (Love Is All) (Original Mix) - 5:49
3. Fairyland/Glitter/Blue Bird/Greatful Days/July 1st (Mega Mash-Up Mix) - 7:46
4. Sunrise (Love Is All) (Instrumental) - 4:48
5. Sunset (Love Is All) (Instrumental) - 5:49

DVD
1. Sunrise (Love Is All) (Video Clip)
2. Sunset (Love Is All) (Video Clip)
3. Sunrise (Love Is All) (Making Clip)

## Classifiche
| Classifica                        | Posizione più alta |
| --------------------------------- | ------------------ |
| Oricon Weekly singles             | 1                  |
| Billboard Billboard Japan Hot 100 | 2                  |
| RIAJ Digital Track Chart          | 1                  |